# USS LST-527
O USS LST-527 foi um navio de guerra norte-americano da classe LST que operou durante a Segunda Guerra Mundial.